# Réső Ensel Sándor (ügyvéd, 1787–1860)
Réső Ensel Sándor, névváltozat: Ensel Réső (Magyarsók, 1787. október 25. – Pest, 1860. május 29.) táblai ügyvéd és több megye táblabírája, Réső Ensel József testvérbátyja, Réső Ensel Sándor édesapja.

## Életrajza
A középiskolát Révkomáromban kezdte, Losoncon, Pozsonyban folytatta és Debrecenben végezte, ahol 1807-ben már a harmadéves papjelöltek közé jutott. 1809-ben borosjenői Tisza Lászlónak Lajos fia mellett volt nevelő; 1810-ben ismét pályáját folytatta és noha szülei a papi pályán szerették volna őt látni, ő az ügyvédi pályára készült. 1811 őszén az országgyűlés alatt gyakornokoskodott, 1812-ben Szeghalmon volt tanító; onnét báró Wenckheim József nemesi fölkelési ezredes mellett alhadnagyi ranggal segéd lett. 1815. április 19-én királyi táblai jegyzőnek esküdött fel és 1816. március 11-én ügyvédi vizsgálatot tett, mint ügyvéd véglegesen Pesten telepedett le. Réső Ensel Sándor egyike volt Pest kitűnőbb és jelesebb királyi táblai ügyvédeinek és mint a törvénytudományban kiválóan jártas, Pest vármegye gyűlésein és törvényszékein is szerepelt, s majd minden kiküldöttségében részt vett; mint szónok főleg a sérelmi ügyekben tűnt föl. Pest vármegye közgyűlésein Széchenyi István és Kossuth Lajos őt szólították fel, hogy a fölterjesztésekben a törvények helyes alkalmazására ügyeljen. A magyar jogászvilág élő Corpus Jurisnak nevezte el. Mint buzgó protestánst, 1848. január 2-án egyházi algondnokká választották; a pesti takarékpénztárnak, Fáy Andrással egyik alapítója és választmányi tagja, a szabadságharc alatt pedig az éjjeli bizottsági ülések elnöke volt. E mellett a tudományosság terén is búvárkodott és több értekezést is adott ki. Az 1859. szeptemberi protestáns vallási pátens el nem fogadása mellett harcolt, mint a Dunamelléki Református Egyházkerület algondnoka és egyházi tanácsos, ezért bírósági vizsgálat alá vonták. Nemességét Pest vármegyében 1826. április 1-jén, Komárom vármegyében pedig, ahol a család birtokos volt, 1828. június 2-án hirdettette ki. 1832. május 19-én a Kálvin téri református templomban házasságot között Pákozdi Zsuzsannával. Barátai: Kálly Ferenc és Sztrokay Antal, az ő zsidó, szanszkrit és cigány nyelvgyűjteményéből a Magyar Tudományos Akadémiában felolvasásokat tartottak; ugyancsak a Magyar Tudományos Akadémiának a nagy szótár előkészületéhez két gyűjteményt küldött, melyért 1836. március 4-én elismerő levelet kapott. Barátai közül Földváry Gábor őt 1837-ben a Nemzeti Színház alapítói közé vette fel.

## Munkái

### Újságcikkek
Cikkei a Tudományos Gyűjteményben (1832. IX., X. Béla király névtelen jegyzőjéről); a Tudománytárban (XIV. 1837. 1. A szankszkrit nyelv ismerete); a Pesti Hirlapban (1841. 68. sz. Honoratiorok és választási jog); a Jelenkorban (1845. 31. sz. Az adóról, 1846. 385. Az idegenekről); a Magyar Sajtóban (1856. 138. sz. Károlyi-családról); a Protestáns Egyházi és Iskolai Lapban (1859. Erdősi János protestáns vallásáról).

### Nevezetesebb kéziratai
- Az izmaeliták, máskép agarenusok, szaraczenusok és czigányok eredetéről (ez válasz volt Horváth Istvánnak a Tudományos Gyűjt. 1828. XII. k. megjelent cikkére);
- Az angol püspöki ekklezsiákban az isteni tisztelet módja;
- A zsidó folyóírás eredetéről;
- Milyen volt a műipar és kereskedés honunkban az Árpád- és a vegyesházakból származott királyok alatt (pályamű a Magyar Tudományos akadémia által 1835-ben kitűzött díjra);
- A hunn betűk eredetéről (2rét 29 levél a Magyar Nemzeti Múzeumban);
- Értekezés a Croy-nemzetség eredetéről, genal táblával;
- Útmutatás a szankszkrit nyelv ösmeretére;
- Értekezés a Századokban elveszettnek tartott arabs betűkről;
- A czigány nyelv szótára és kifejezései;
- Az európai nyelvek összehasonlítása;
- Pestmegye közgyűlésén 1835. márcz. 20., aug. 25., 1840. aug. 25., nov. 18. és 1841. febr. 3. tartott beszédei.